# لوبومباشی
لوبومباشی (به لاتین: Lubumbashi) یک شهر چند میلیونی در جمهوری دموکراتیک کنگو است که در استان کاتانگا واقع شده‌است.